# 乌恰还阳参
乌恰还阳参（学名：Crepis karelinii）为菊科还阳参属的植物。分布于俄罗斯、哈萨克斯坦以及中国大陆的新疆等地，生长于海拔2,600米至3,500米的地区，常生于砾石地以及河滩地，目前尚未由人工引种栽培。